# José Antonio Rodríguez (arquitecto)
José Antonio Rodríguez Martínez (Murcia, 1868- Id., 1938) fue un arquitecto español, responsable de varias obras de estilo ecléctico y modernista en la Región de Murcia.

## Biografía
Nació el 30 de mayo de 1868 en la calle de la Morera n.º 4, siendo bautizado en la Iglesia de San Nicolás de Bari. Hijo de José Rodríguez y Carmen Martínez. Su familia poseía un taller de joyería.
Marchó a Madrid a estudiar en la Real Academia de San Fernando. A mitad de la carrera tuvo que abandonar los estudios durante un año al contraer el tifus, tiempo que aprovechó para estudiar música.
En sus últimos años de carrera conoció a Dolores Moreno Grau, hija de Cipriano Moreno, médico y concejal del ayuntamiento de Madrid pero oriundo del pueblo murciano de Ojós, con la que se casó al poco tiempo. 
En julio de 1893 obtendrá el título de arquitecto, regresando a su Murcia natal, donde fue ayudante de Justo Millán, sustituyéndolo en 1897 como arquitecto de la diócesis de Cartagena. En 1902 sería nombrado arquitecto municipal de Murcia, cargo que ocuparía hasta 1928.
Bien relacionado con la alta sociedad murciana de la época (siendo amigo del industrial Francisco Peña o del empresario Joaquín Cerdá), fue cofundador y presidente por un tiempo de la Cofradía del Perdón.
Falleció en su casa de la calle San Nicolás de la capital murciana el 18 de diciembre de 1938.

## Obras
Una de las primeras obras de Rodríguez sería el edificio que sirvió de sede de las oficinas del Banco de España, sito en la plaza de Santa Catalina de Murcia, donde optó por unas líneas clásicas y sencillas y la utilización del ladrillo. Otra de sus primeras obras, con la que obtuvo un gran éxito, fue quizás la más próxima a modelos modernistas, la casa Díaz-Cassou, realizada entre 1900 y 1906 por encargo del erudito murcianista Pedro Díaz Cassou. En esta época (1902) también realizaría el nuevo campanario neomudéjar y el camarín del Convento de la Virgen de las Huertas de Lorca.
Obras posteriores serían el edificio de La Convalecencia (1909-1915), la Casa de los Nueve Pisos (1914-1941), de inspiración neoyorquina,  el Edificio de la Alegría de la Huerta (1919-1921), la Casa Guillamón (1920-1924), donde recupera cierto toque modernista, el Teatro Cervantes de Abarán (1926), el Mercado de Abastos de Alcantarilla (1926), el Edificio de la Sociedad de Cazadores de Murcia (1927), el Edificio Flomar (1925-1930) de la calle Platería (Murcia)  o la casa de N. Gómez en la plaza Hernández Amores n.º 3 de la capital murciana (1929-1931).
Sus últimas obras conocidas serían el edificio de la calle Trapería número 19, construido entre 1932-33 en el solar de la casa de los Celdranes y la conocida Casa Cerdá (1934-1936), situada en la plaza de Santo Domingo, ambos iniciativa del empresario Joaquín Cerdá en la capital murciana.

## Galería

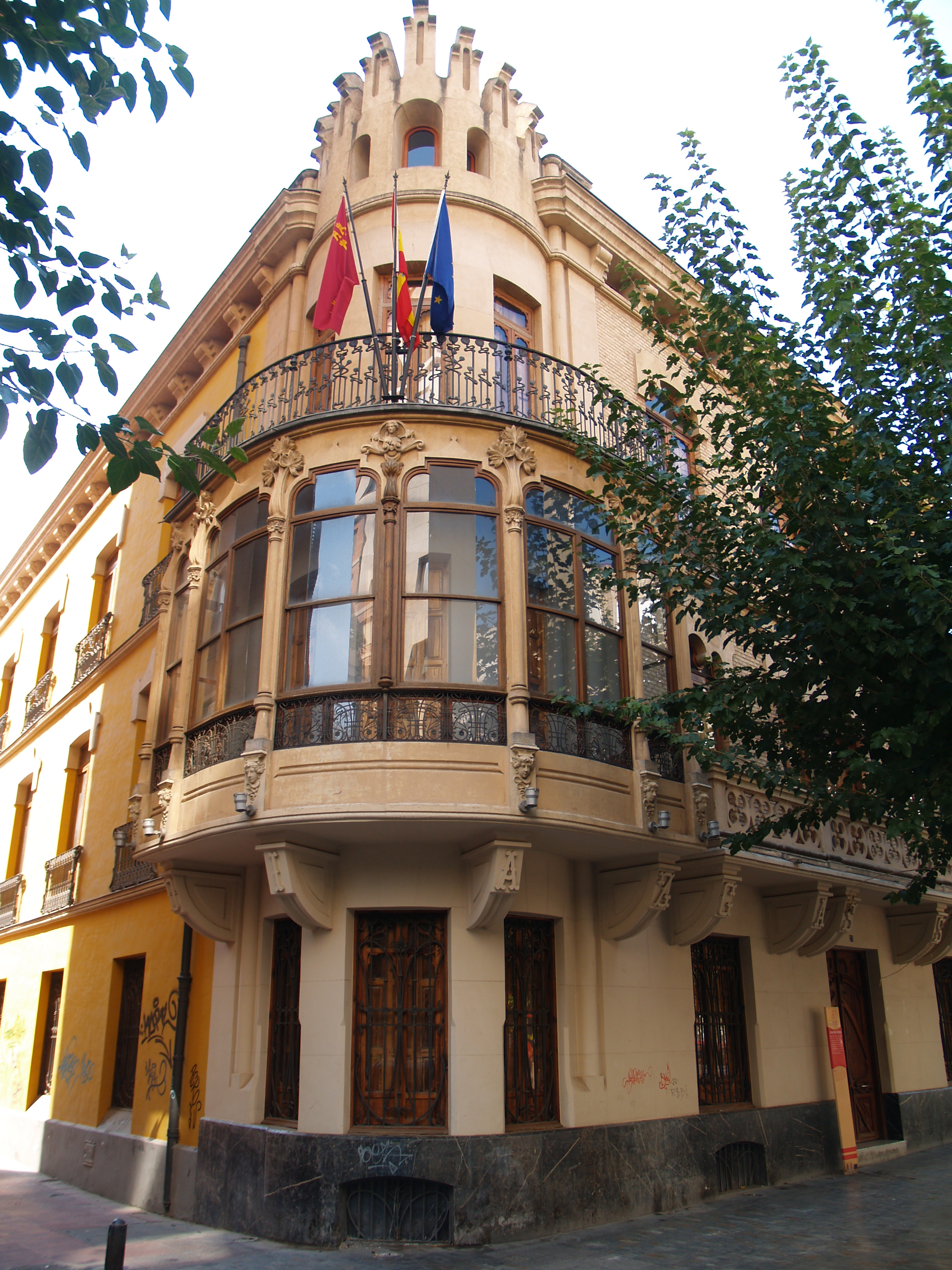
Casa Díaz-Cassou
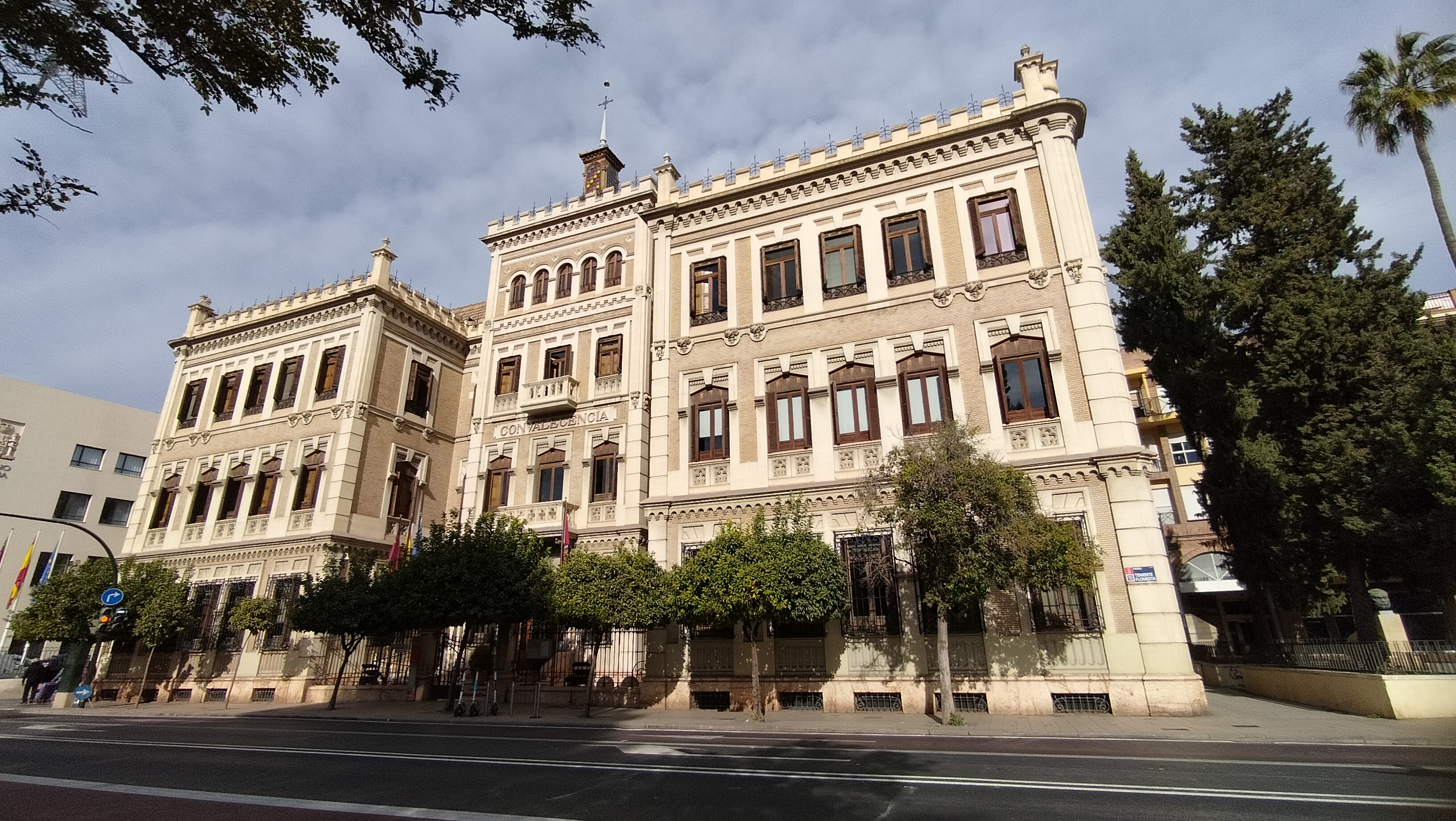
La Convalecencia
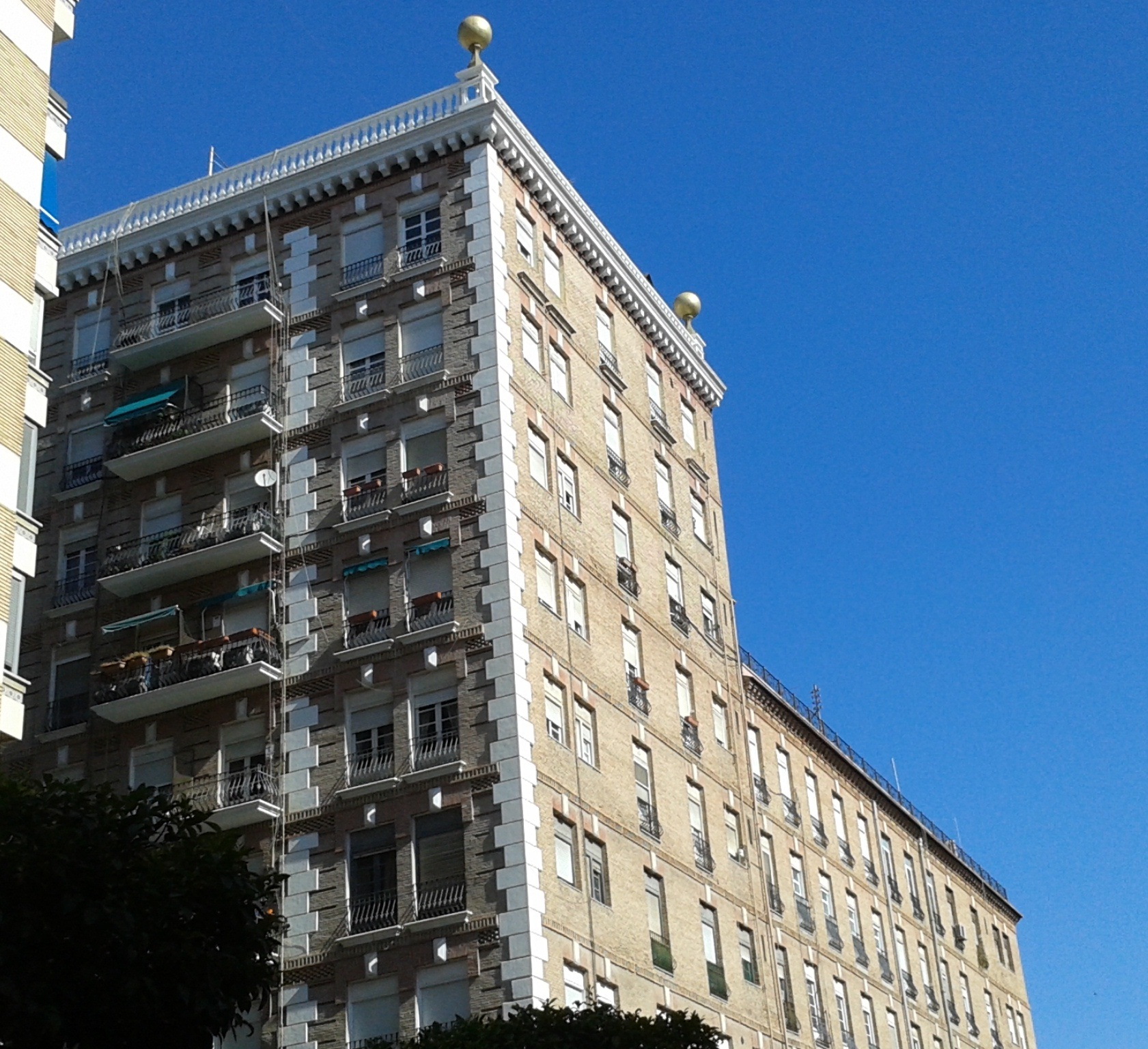
Casa de los Nueve Pisos
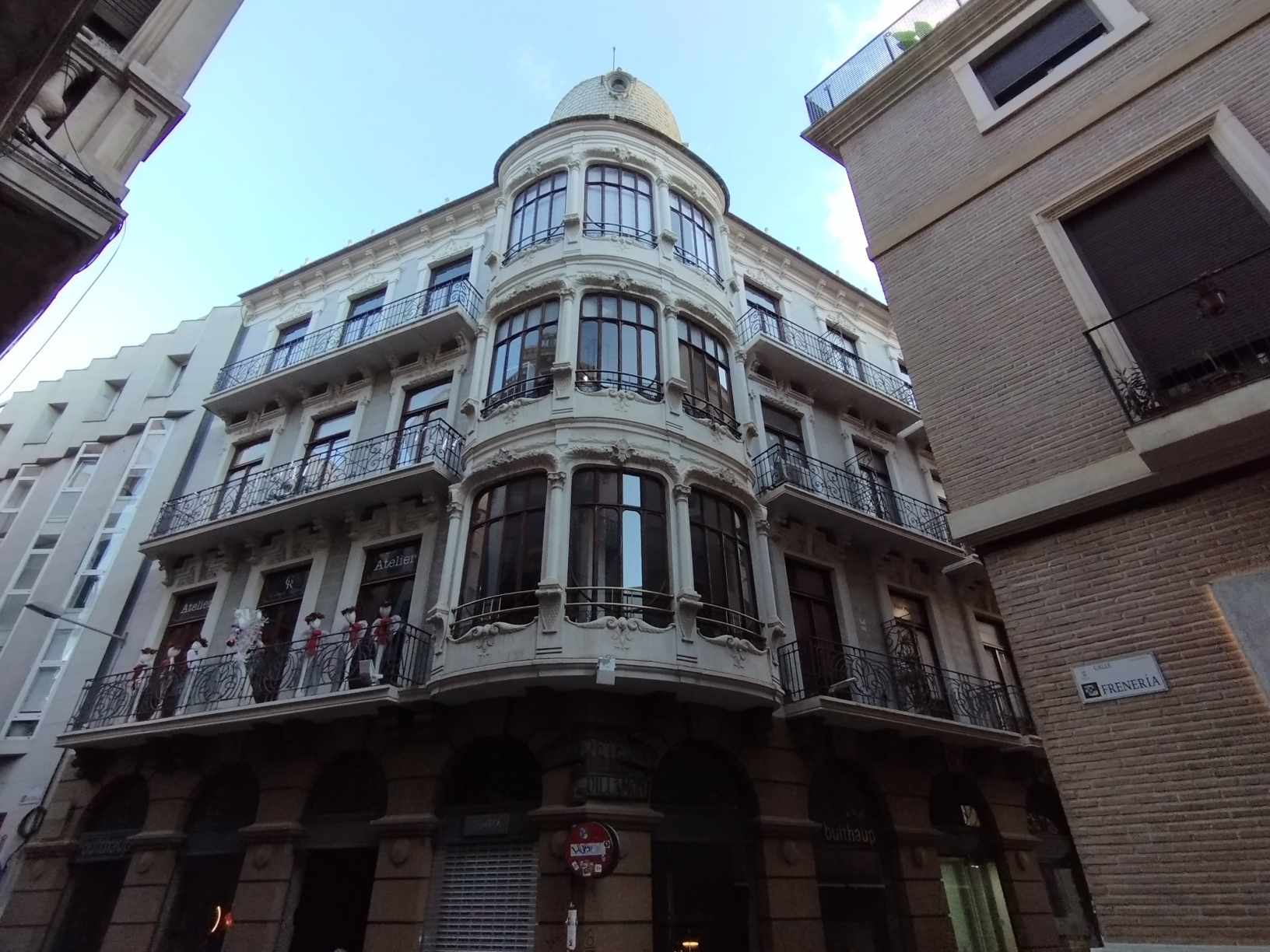
Casa Guillamón
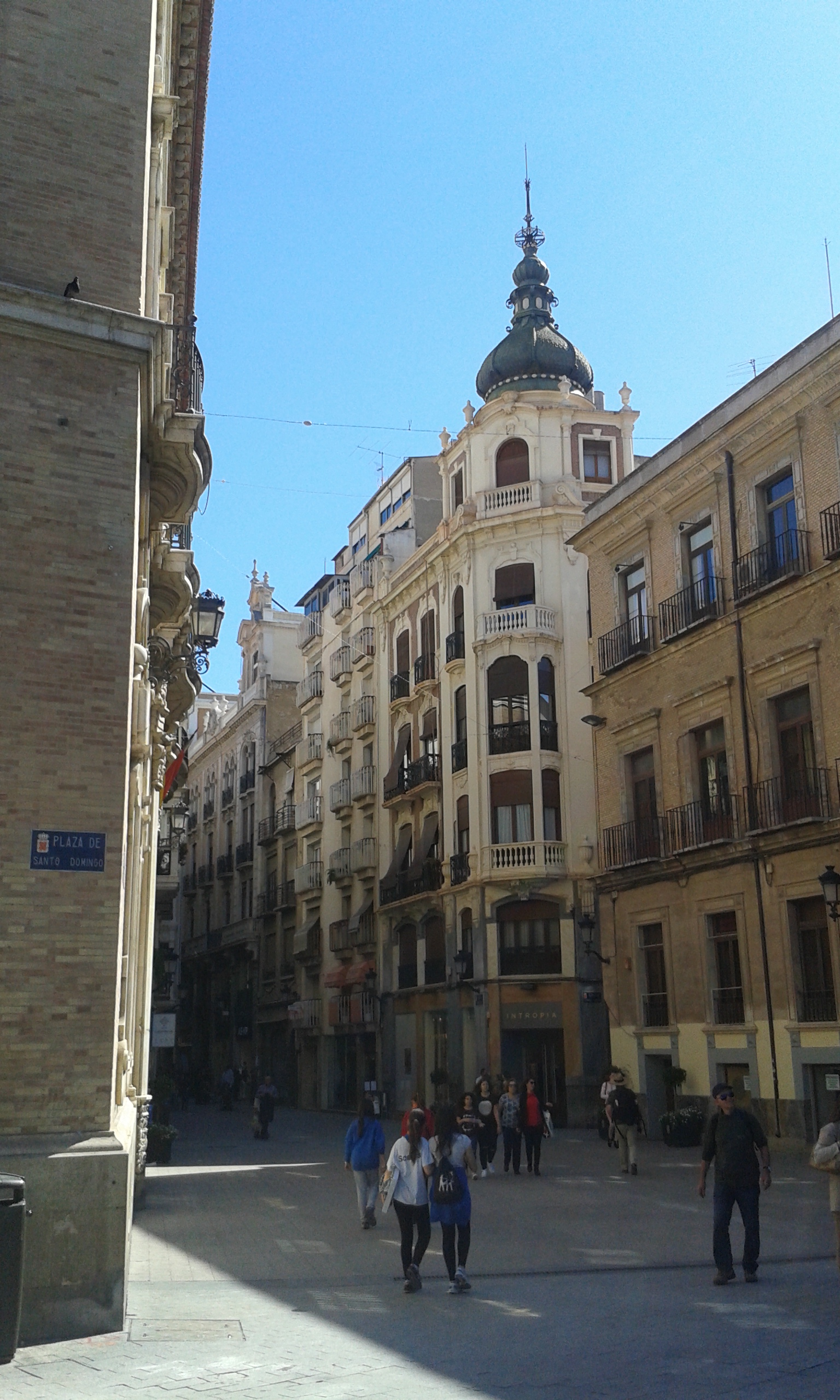
Edificio de la Sociedad de Cazadores
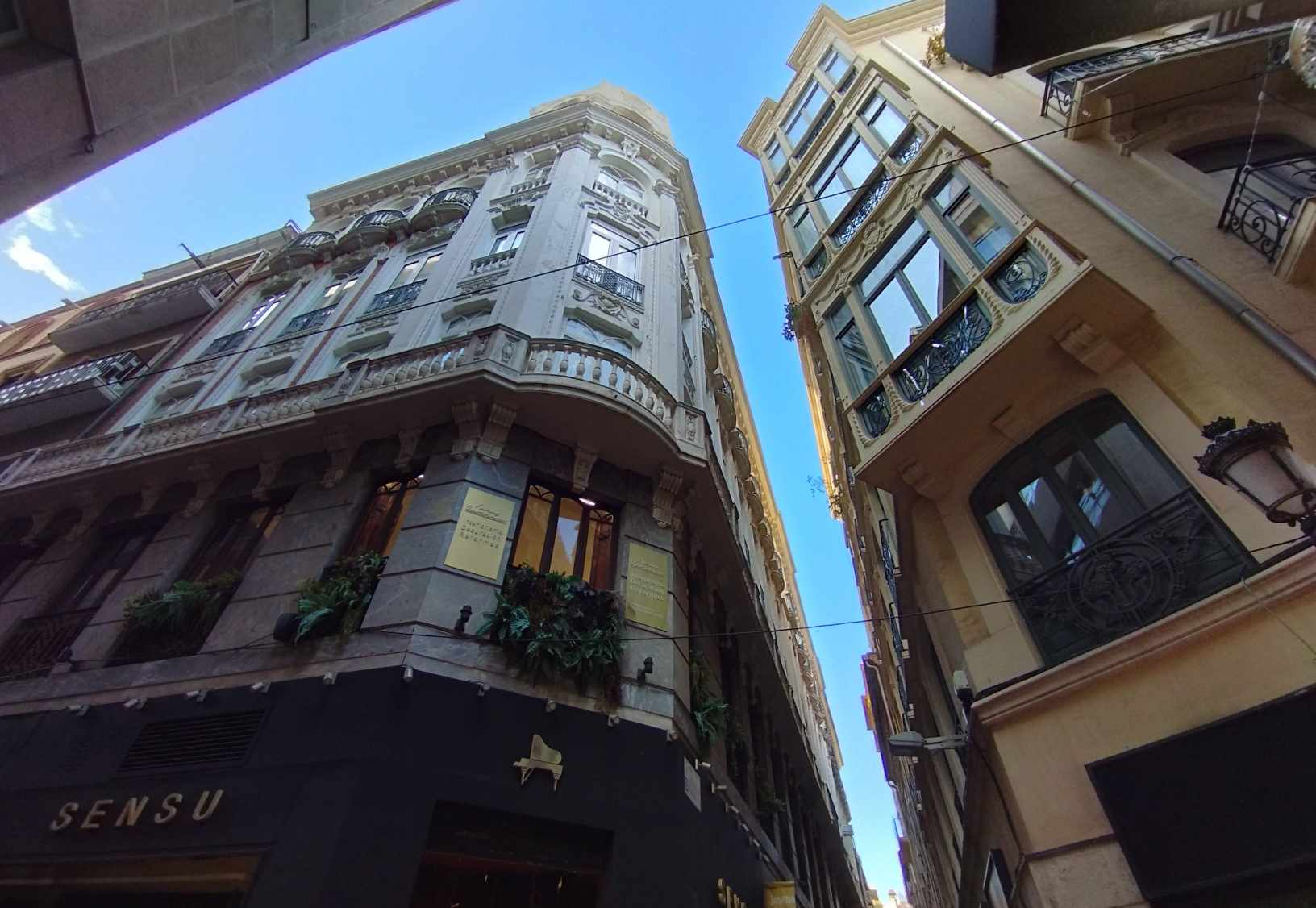
Edificio Flomar y Edificio de La Alegría de la Huerta
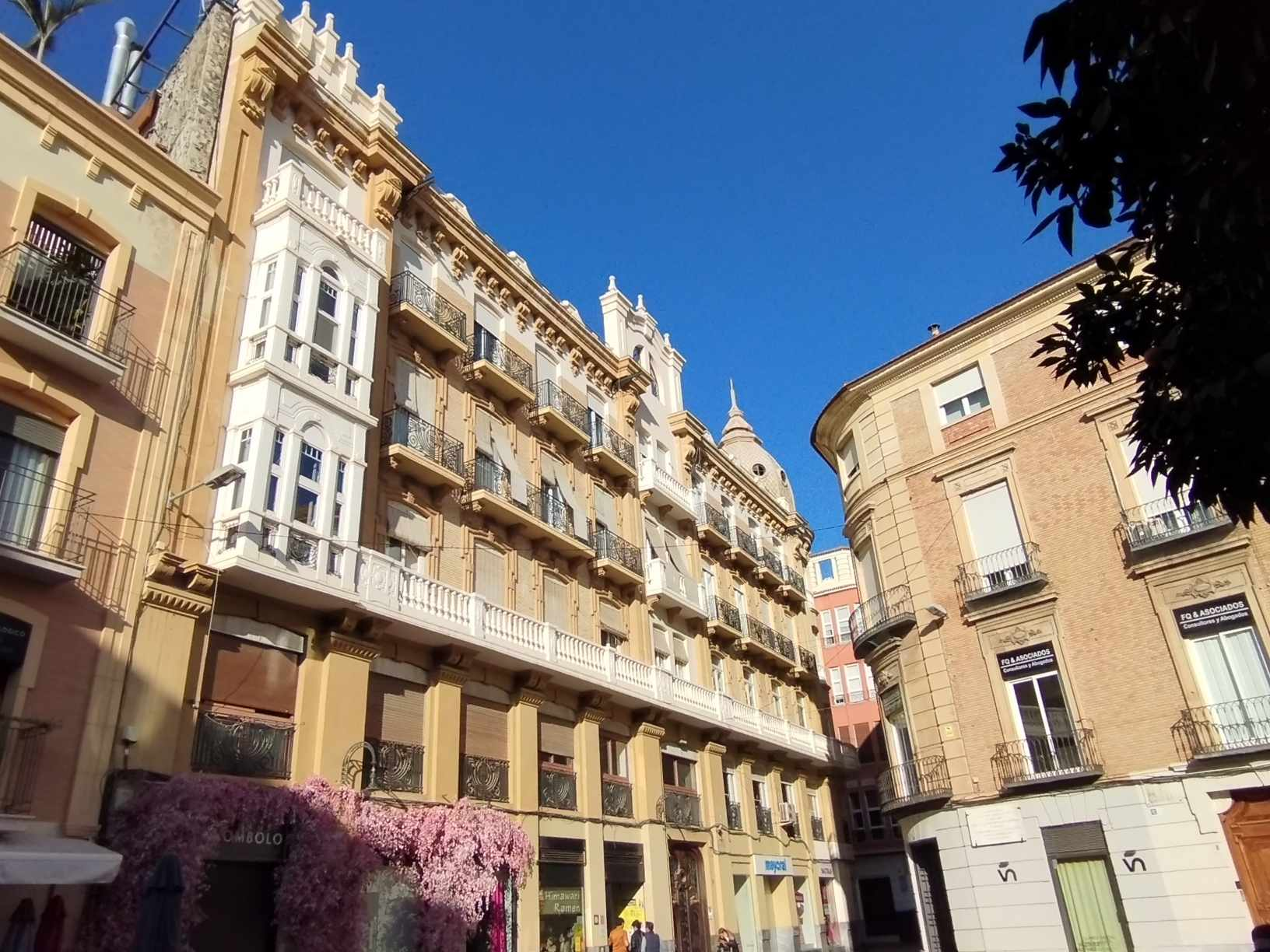
Casa de N. Gómez
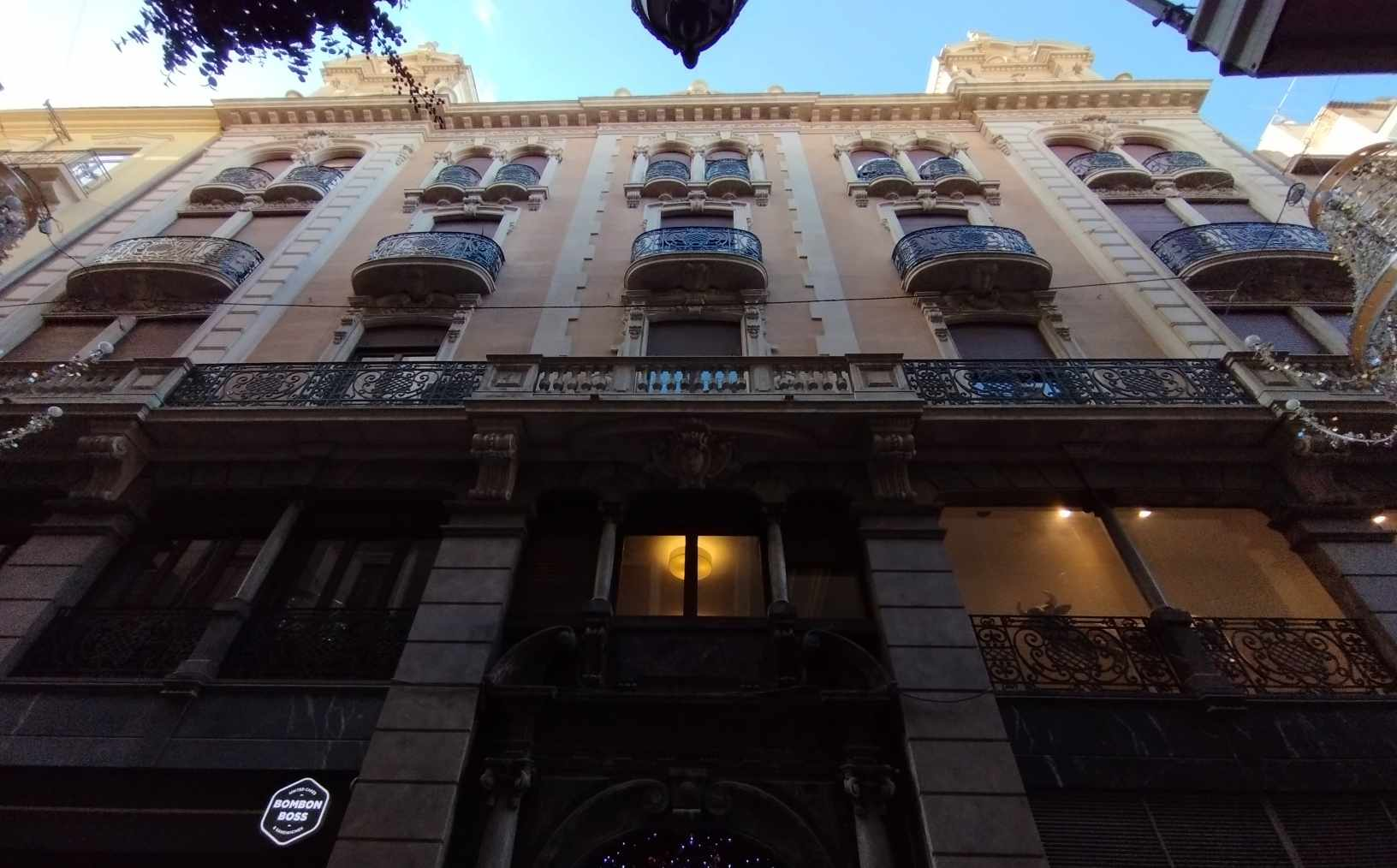
Edificio del nº 19 de la calle Trapería
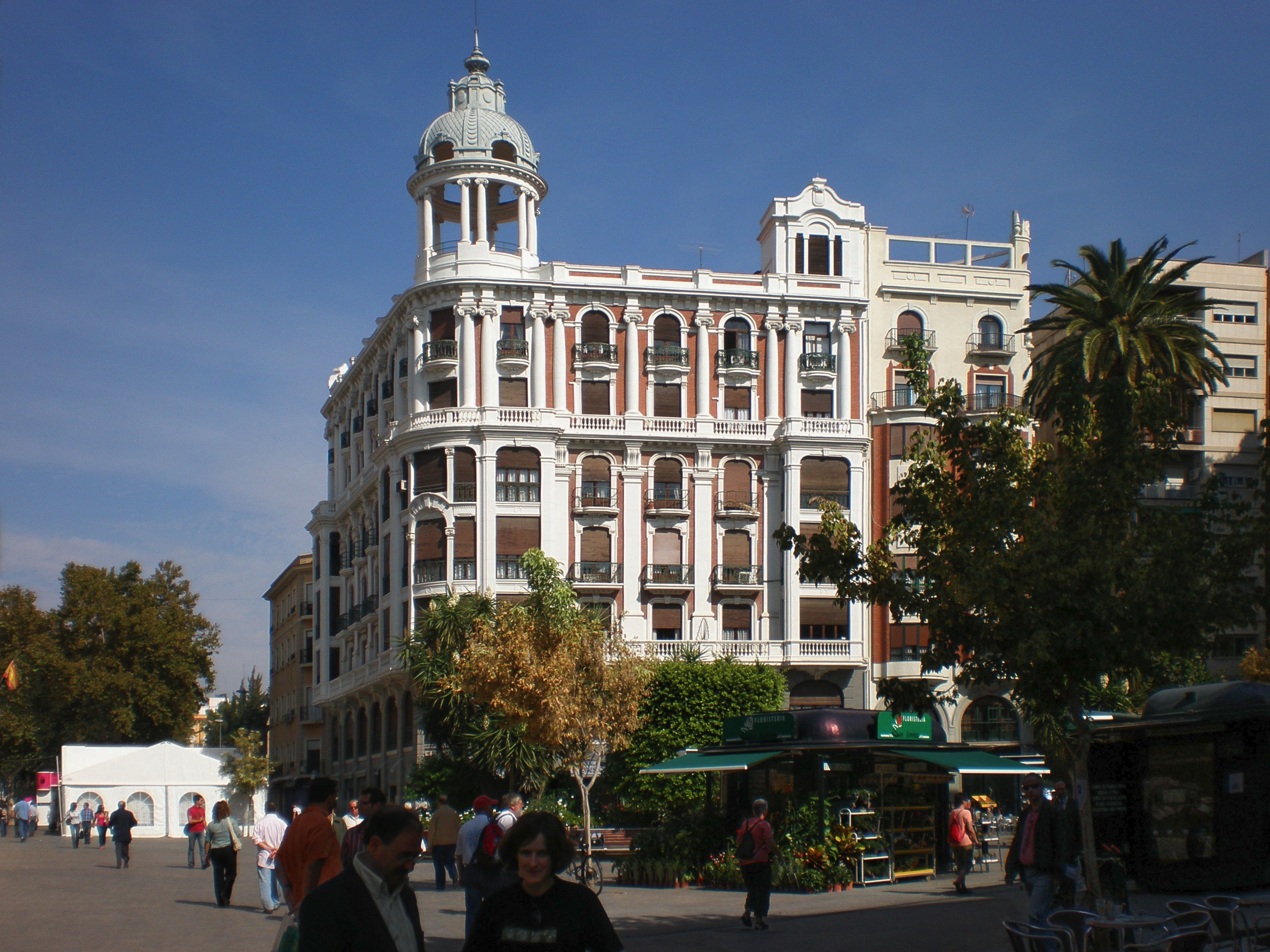
Casa Cerdá